# Saint-Michel-de-Vax
 Saint-Michel-de-Vax  es una población y comuna francesa, ubicada en la región de Mediodía-Pirineos, departamento de Tarn, en el distrito de Albi y cantón de Vaour.

## Demografía
| 72 | 78 | 80 | 89 | 70 | 66 |
| Para los censos de 1962 a 1999 la población legal corresponde a la población sin duplicidades (Fuente: INSEE [Consultar]) |    |    |    |    |    |